# Alfons Carlier
Alfons Carlier (Roeselare, 23 februari 1845 – Roeselare, 1 oktober 1912) was een Belgisch politicus en textielfabrikant.

## Biografie
Alfons Carlier was de zoon van Willem Carlier (1813-1888) die in Roeselare spinner en 36 jaar gemeenteraadslid was. Zoals vele Roeselarenaars van de gegoede klasse genoot hij zijn opleiding humaniora aan het plaatselijke Klein Seminarie. Dit beïnvloedde zijn politieke gedachtegang die katholiek en Vlaams was. Beroepshalve was Carlier in de spinnerij van zijn vader actief. Daarnaast was hij in de lokale culturele middens bedrijvig, onder meer als dichter. Vooral het letterkundig genootschap 'De Vriendschap' genoot zijn aandacht. Hij ijverde ook voor meer samenwerking tussen de Vlaamsgezinde letterkundige genootschappen in de provincie en werd van 1872 tot 1886 voorzitter van een dergelijk samenwerkingsverband 'De Bond'. Vanuit deze organisatie drong hij sterk aan op het gebruik van het Nederlands in de provinciale administratie.
Mede door de schoolstrijd en zijn katholieke achtergrond besloot hij 'De Bond' die partijloos was, in te ruilen voor een politiek mandaat. Na het overlijden van zijn vader nam hij niet alleen diens spinnerij over, maar werd hij in 1890 ook lid van de gemeenteraad in Roeselare.  In 1897 werd hij schepen van onderwijs, een functie die hij aanhield tot zijn overlijden in 1912. In 1892 werd hij ook provincieraadslid waar hij zich vooral inzette voor het gebruik van het Nederlands, de industriële ontwikkeling en in het bijzonder de ontsluiting van de provincie. Zo ijverde hij nog voor de doortrekking van het Kanaal Roeselare-Leie naar de Noordzee en de pas opgerichte haven van Zeebrugge.
Na de Eerste Wereldoorlog werd een nieuwe straat in de Roeselaarse binnenstad naar hem de 'Alfons Carlierstraat' genoemd. Zijn zoon Maurice zou de spinnerij verder zetten.

## Bron
- DE BRUYNE, Michiel. Groten uit het Roeselaarse. III. Ledeberg, 1975.

- Nederlandse Thesaurus van Auteursnamen: 327098228
- Virtual International Authority File: 289099615
- WorldCat: E39PBJd88jmgRvcH87TH4VRMyd